# Данилова, Ольга Николаевна
Ольга Николаевна Данилова (1911 — ?) — доярка совхоза «Новое» Сокольского района Вологодской области, Герой Социалистического Труда.
Родилась в Сокольском районе Вологодской области.
В 6-летнем возрасте лишилась матери и воспитывалась тёткой.
С 1930 г. работала в колхозе имени 28-го стрелкового полка. После замужества перешла в колхоз «Красный Борок» того же района.
Муж погиб на фронте, и она одна воспитывала двух дочерей.
С 1950-х гг. работала дояркой в колхозе «Красный Борок», который в 1960 г. был реорганизован в совхоз «Новое».
В годы семилетки (1959—1965) надоила по 6200 килограммов молока в год от коровы (айрширская порода).
Указом Президиума Верховного Совета СССР от 22 марта 1966 года удостоена звания Героя Социалистического Труда.
Награждена Малой золотой и 4 бронзовыми медалями ВДНХ.